# ドリトル先生アフリカゆき
『ドリトル先生アフリカゆき』（ドリトルせんせいアフリカゆき、The Story of Doctor Dolittle）は、アメリカ合衆国（米国）で活動したイギリス出身の小説家、ヒュー・ロフティングにより1920年に発表された児童文学作品。初刊は米国で、イギリスでは1922年に出版された。1958年に第1回ルイス・キャロル・シェルフ賞を受賞している。
原書の正式な表題は"The Story of Doctor Dolittle, being the history of his peculiar life at home and astonishing adventures in foreign parts" （ドリトル博士の物語、彼の故郷における独特の生活と外国での驚くべき冒険に満ちた半生について）であるが、日本で本作を最初に紹介した井伏鱒二が表題を「ドリトル先生アフリカゆき」としたことから、以後の翻訳でもこれに類する邦題が付けられることが多い。ドイツ語版では"Doktor Dolittle und seine Tiere" （ドリトル先生と動物達）との訳題が付けられている。

## 概要
『ドリトル先生』シリーズの第1作。本作はもとより、シリーズ全作品で著者のロフティング自身が挿画も手がけている。
ロフティングは米国やカナダ、キューバ、西アフリカなど各地で土木技師として従事した後、1916年にイギリス陸軍・アイリッシュガーズ連隊の志願兵として従軍した。その際に負傷した軍用馬が治療も受けられないまま射殺される光景に心を痛めたことが動機となって、2人の子供に宛てた手紙の中で自身が創作した動物の言葉を解する獣医師・ドリトル先生の物語を書き送った。1917年に西部戦線で重傷を負ったロフティングはアイルランド（当時は南部を含め全域が連合王国領）へ帰国し、療養生活に入るが1919年にアイルランド独立戦争が勃発し、戦火を逃れるために家族全員で妻の母国である米国へ移り住むことにする。大西洋を横断する船内でロフティングは同じ船に乗り合わせていた小説家・ジャーナリストのセシル・ロバーツからドリトル先生の物語を出版するよう強く勧められ、1920年にF・A・ストークス社より本作が出版された。
米英におけるシリーズ各巻の初版本は、米国のストークス（10巻『秘密の湖』以降はリッピンコット）版とイギリスのジョナサン・ケープ版（概ね米国の1 - 2年遅れで刊行）で共通の表紙画（表紙デザインは異なる）を用いているが、本作に限り米英でそれぞれ異なる表紙画が用いられている。ストークス版はドリトル先生が子猿を治療している単色のイラストで、ケープ版は先生が伝染病を終息させたお礼に猿たちが盛大な宴会を開いている様子を描いたカラーイラストである。岩波書店が日本で刊行している愛蔵版『ドリトル先生物語全集』はケープ版を底本にしており、第1巻のカラー口絵にはケープ版の表紙と同じイラストが用いられている。表紙デザイン（岩波少年文庫と共通）はケープ版を基にしているが表紙のイラストは異なり、ケープ版では本の折り返し部分に用いられている先生の一行がアフリカへ上陸した場面のシルエット画が使用されている。

### 作中の表現について
作中において黒人であるバンポ王子が童話『眠り姫』に登場する王子のような白い肌に憧れ、ポリネシアが演じるバラの妖精・トリプシュティンカの導きで父王に捕まって投獄された先生に協力を求め、先生の調合した薬品で顔だけを脱色して白くする場面を始めステレオタイプ的な黒人描写が多用されており、人種差別を助長するのではないかとの批判が1970年代より米国を中心に為されている。こうした批判を受けて米国では長らくシリーズの大半が絶版となっていたが、1986年のロフティング生誕100周年を機に遺族からの了承を得て1988年より復刊へ向けた改訂作業が進められ、本作も1997年に改訂版として復刊された。この改訂版では該当箇所を「ポリネシアがバンポに催眠術をかけた」、或いは「バンポはライオンの勇猛さに憧れており、ライオンのようなたてがみを欲していたので先生が育毛剤を調合して髪を伸ばす」と言う内容に改変している。
日本語版に関しては2001年に岩波書店が黒人差別をなくす会より差別表現が頻出するとして回収を要求されたが、岩波書店はこの要求に対して回収を行わず「不適切」とされた単語の部分修正で対応すると共に、原作が発表された時代背景などに関する編集部の考え方について巻末で説明し、読者に理解を求めている。2000年代後半に本作が日本でパブリックドメインとなって以降に各社より刊行された新訳についても岩波書店とほぼ同じ対応を取っているものが多いが、中にはポプラポケット文庫版のように米国で1997年以降に刊行されている改訂版を底本とした事例も見られる。

## あらすじ

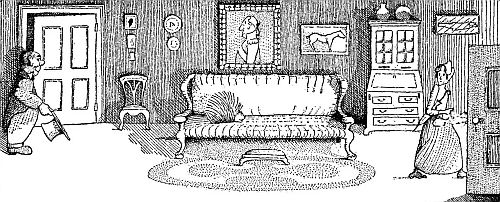
ハリネズミの上に腰かけてしまったおばあさんは「こんな所は二度とごめんだ」と診療所を後にした（ロフティング画）

19世紀、医学博士のジョン・ドリトルは妹のサラと2人でイギリス南部にある田舎街・沼のほとりのパドルビーに在る広大な邸宅に暮らしていた。ところが、ドリトル先生は大の動物好きで屋敷の中や庭園でも数多くの動物を飼っていた為に、患者のおばあさんが待合室にあるソファの上で居眠りしていたハリネズミの上に腰かけてしまうなどの騒動が起こり、人間の患者はすっかり寄りつかなくなってしまったので貧乏暮らしを強いられることになってしまう。そんなある日、アフリカ生まれで180歳を超えるオウムのポリネシアが先生に話しかけ、動物の言葉を覚えて人間でなく動物のお医者になりなさいとアドバイスする。ポリネシアの指導で動物の言葉をすっかりマスターした先生の評判はたちまちイギリスの国内外に広まり、老眼の馬にサングラスを作ってやったりして近隣の住民達もペットや家畜を連れて先生の診療所を訪れるようになり、再び暮らし向きが良くなったと思ったのも束の間。先生がサーカスから引き取ったワニを怖がって誰も動物を連れて来なくなったことに腹を立てたサラは家を飛び出して結婚してしまった。
動物たちはサラまで家を出てしまった貧乏暮らしの責任の一端は自分達にも有ると考え、それまでサラが行っていた家事を各自で分担し、オルガン奏者に虐待されていた所を先生が引き取ったチンパンジーのチーチーは料理と裁縫を、アヒルのダブダブはベッドメイクを、犬のジップは尻尾に箒をくくり付けて掃除を、フクロウのトートーは家計簿の管理を、豚のガブガブは庭の手入れを、そして最年長のポリネシアが洗濯と各自への指示をそれぞれ行うことになる。そうして冬を迎えてしばらく経ったある日、アフリカから飛来した季節外れのツバメが急な知らせを運んで来た。その知らせはアフリカの猿達が深刻な伝染病に苦しめられており、この危機的な状況を救えるのは世界一の名医であるドリトル先生しかいないと言うものであった。こうして、ドリトル先生は猿達の危機を救う為にアフリカへ旅立つ。
ようやくアフリカのジョリギンキ王国沿岸に到着した先生の一行であったが、運悪く船が沖合の岩に衝突して大破してしまう。ジョリギンキの国王はかつて白人に国土を荒らされたことを理由として問答無用で先生を捕らえて投獄するが、ポリネシアが先生の声真似をして国王を脅し、一晩で釈放された。しかし、ポリネシアに騙されたと気付いた国王は追手を差し向け、先生一行はジョリギンキと猿の国を隔てる断崖絶壁に追い詰められてしまう。猿達は先生の到着を知るやいなや電光石火の連携で手を繋いで峡谷に橋を架け、無事に猿の国へたどり着くことが出来た。おびただしい数の猿が伝染病に苦しむ中、先生はジャングルの動物達の協力も得ながらようやく病の流行を終息させることに成功し、猿達は先生に感謝の証として2つの頭を持つ世にも珍しい動物・オシツオサレツを寄贈した。
目的を果たして猿の国を後にし、ジョリギンキ領内に戻った先生一行は再び捕らわれてしまうがジョリギンキ王国の第一王子・バンポの協力で脱獄に成功する。生まれ故郷のアフリカに残ることにしたポリネシアとチーチー、そしてサーカスから引き取ったワニを残してバンポの用意した船でイギリスへの帰路に就く。海賊の襲撃に遭ったり僅かな匂いを手掛かりに行方不明の漁師をジップが探し当てるなどの事件を経てイギリスにたどり着き、パドルビーへの帰り道はサーカス団に帯同してオシツオサレツを人々に観賞させ、大破してしまった船の持ち主に弁償してもなお余り有る莫大な収入を手にした先生はようやく懐かしの我が家に帰還したのであった。

## 作品の舞台
序盤の舞台であるパドルビーについてはドリトル先生シリーズ#世界観を参照。

### アフリカ大陸
ジョリギンキ王国（Kingdom of Jolliginki）
アフリカに在る王政国家。国王は以前に歓待した白人が国内の金を盗掘し、象牙を目当てに象を乱獲して姿を消してしまったことに腹を立てており白人のドリトル先生が漂着するなり問答無用でとらえて投獄してしまう。しかし、国王も王妃のエルミントルードもテニスや舞踏会を嗜むなど白人を嫌いながらもヨーロッパ風の趣味に興じている。
猿の国（The Monkeys' Council）
ジョリギンキと断崖絶壁で隔てられた、大小さまざまな猿が暮らす秘境。深刻な伝染病が蔓延していたが、ドリトル先生が他の動物からの協力も得ながら懸命に治療を続けて伝染病を収束させた。猿以外には他の動物を相手に威張り散らしているライオンやその腰巾着として振る舞っているヒョウ、気の弱いカモシカ、そして希少種の頭を2つ持った有蹄類・オシツオサレツなどが暮らしている。

### 北大西洋
カナリア諸島（Canary Islands）
北大西洋上に実在するスペイン領の島嶼で、先生が北アフリカのバーバリ沿岸に差し掛かった際にネズミから船底が腐っていてもうすぐ沈没すると警告を受けた先生が退避した場所。停泊の直前に「バーバリの竜」の二つ名を持つ海賊ベン・アリの襲撃に逢うが船の沈没が近いことを知らされていた先生の一行は先に船から脱出し、逆にそうとは知らず船へ乗り込んだ海賊は沈没に巻き込まれてサメに追い立てられた。先生はベン・アリに海賊をやめて農民となり、カナリアの餌を作るように命じて沈んだ船の代わりに海賊船を接収した。
漁師町（The Fisherman's Town）
航海技術を見込まれ、バーバリ海賊団に誘われて断ったために岩礁へ置き去りにされるが嗅ぎタバコの僅かな匂いを手掛かりにジップが居場所を突き止めて救出した漁師と、その甥で人質となっていたトレベルヤン（Trevelyan）少年の故郷。場所は明示されていないが「トレベルヤン」はイングランド南西部のコーンウォール地方に多い姓。

## 日本語版
岩波書店から1978年（昭和53年）に発行された岩波少年文庫版の『ドリトル先生アフリカゆき』には、井伏鱒二による翻訳、日本図書館協会によるシリーズ全般の解説のほか、児童文学作家・石井桃子の手になるシリーズ全般の解説が掲載されている。
その中で石井は本作が日本に紹介された経緯についても詳述している。石井によると、石井が本書の下訳を持参して近所に住んでいた井伏鱒二に本作の翻訳を依頼し、雑誌『文學界』1940年10月号に「童話 ドリトル先生物語」として冒頭部分の抄訳が掲載されたのが、本作の日本における初めての紹介である。
全編の訳は翌1941年（昭和16年）に『ドリトル先生「アフリカ行き」』の表題で白林少年館より刊行されたが、同社は短期間で倒産してしまう。作品に関しては白林少年館の倒産から日を置かずにフタバ書院より刊行される他、終戦後の1946年（昭和21年）に、河目悌二による絵を含む書籍が光文社より刊行された。このときのタイトルは『ドリトル先生アフリカ行き』である。
同じく終戦後、石井は吉野源三郎らと共に1950年（昭和25年）に岩波少年文庫を創刊し、翌1951年（昭和26年）に本作もそのラインナップに加えられた。この際に、日本語版としては初めて原作者のヒュー・ロフティングが描いた挿画が使用されている。1961年（昭和36年）には、同じく岩波書店から「ドリトル先生物語全集」が刊行され、同書はその第1巻『ドリトル先生アフリカゆき』として発行されることになる。
その後、2008年（平成20年）に原作者・ロフティングの日本における著作権の保護期間が戦時加算分を含めて満了したことから、相次いで新訳が発表されている。

### 岩波書店版
- ヒュー・ロフティング、訳：井伏鱒二『ドリトル先生アフリカゆき』 岩波書店
  - 岩波少年文庫 1951年6月25日初版、1978年・2000年改版 ISBN 978-4-001-14021-7
  - 愛蔵版〈ドリトル先生物語全集〉第1巻 1961年9月18日初版 ISBN 978-4-001-15001-8

### その他の日本語版
- ドリトル先生アフリカへいく（講談社文庫） ※1967年刊の世界の名作図書館(8)より採録

訳：飯島淳秀、1981年4月初版 ISBN 4-06-138120-2
- ドリトル先生物語（ポプラ社・こども世界名作童話）

訳：神鳥統夫、画：景山ひとみ 1989年3月初版 ISBN 4-591-03308-2
- ドリトル先生（ポプラポケット文庫 世界の名作）

訳：小林みき 2009年9月初版 ISBN 978-4-591-11142-0
- 新訳・ドリトル先生物語（パブー、マイナビ出版） ※電子書籍[15]

訳：麻野一哉 2010年10月15日公開
- 新訳 ドリトル先生アフリカへ行く（角川つばさ文庫、編集・発行：アスキー・メディアワークス）

訳：河合祥一郎、画：patty 2011年5月30日初版 ISBN 978-4-04-631147-4
- ドクター・ドリトル アフリカへゆく（ポプラキミノベル）

訳：杉田七重、画：帆 2021年3月15日初版 ISBN 978-4-591-16964-3

## 映像化作品
1928年にドイツで本作の前半部分より抜粋した3編のエピソードで構成されるモノクロ・無声の短編アニメーション映画「ドリトル先生アフリカ行き」（Doktor Dolittle und seine Tiere）がロッテ・ライニガーにより制作されている。日本では2006年にアスミック・エース エンタテインメントより発売されたDVD「ロッテ・ライニガー作品集 DVDコレクション」（3枚組）の第3巻に収録された。
- 2006年6月9日発売 ACBA-10369

また、日本では挿画家の茂田井武（1908年 - 1956年）が原画を描き起こしたスライド映写機用作品「ドリトル先生 アフリカへいく」が1951年に製作されたが、映像に添えられていた「岩佐氏壽」名義の朗読用脚本は現存していない。2008年には、残された原画に南條竹則が新規に文章を付けた絵本が集英社より刊行された。
- 2008年10月24日初版 ISBN 978-4-08-781408-8